# Hofanlage Osterholzer Straße 11
Die Hofanlage Osterholzer Straße 11 in Syke, Ortsteil Osterholz, steht unter Denkmalschutz. Sie steht in der Liste der Baudenkmale in Osterholz.

## Geschichte
Osterholz wurde erstmals um 1250 als Osterholte in der Bremer Weserbrückenliste genannt.
Die Hofanlage besteht aus
- dem Wohn- und Wirtschaftsgebäude, ein Fachwerkhaus mit Rotsteinausfachung als Zweiständer-Hallenhaus mit Krüppelwalmdach und Niedersachsengiebel mit Uhlenloch,
- dem Speicher, Fachwerkhaus mit Rotsteinausfachung und pfannengedecktem Krüppelwalmdach,
- der Scheune, Fachwerkhaus mit Rotsteinausfachung und pfannengedecktem Walmdach,
- sowie weiteren nicht denkmalgeschützten Gebäuden

Die Gebäude waren um 2012 in einem sehr ruinösen Zustand (siehe Bilder) und wurden nicht mehr genutzt.

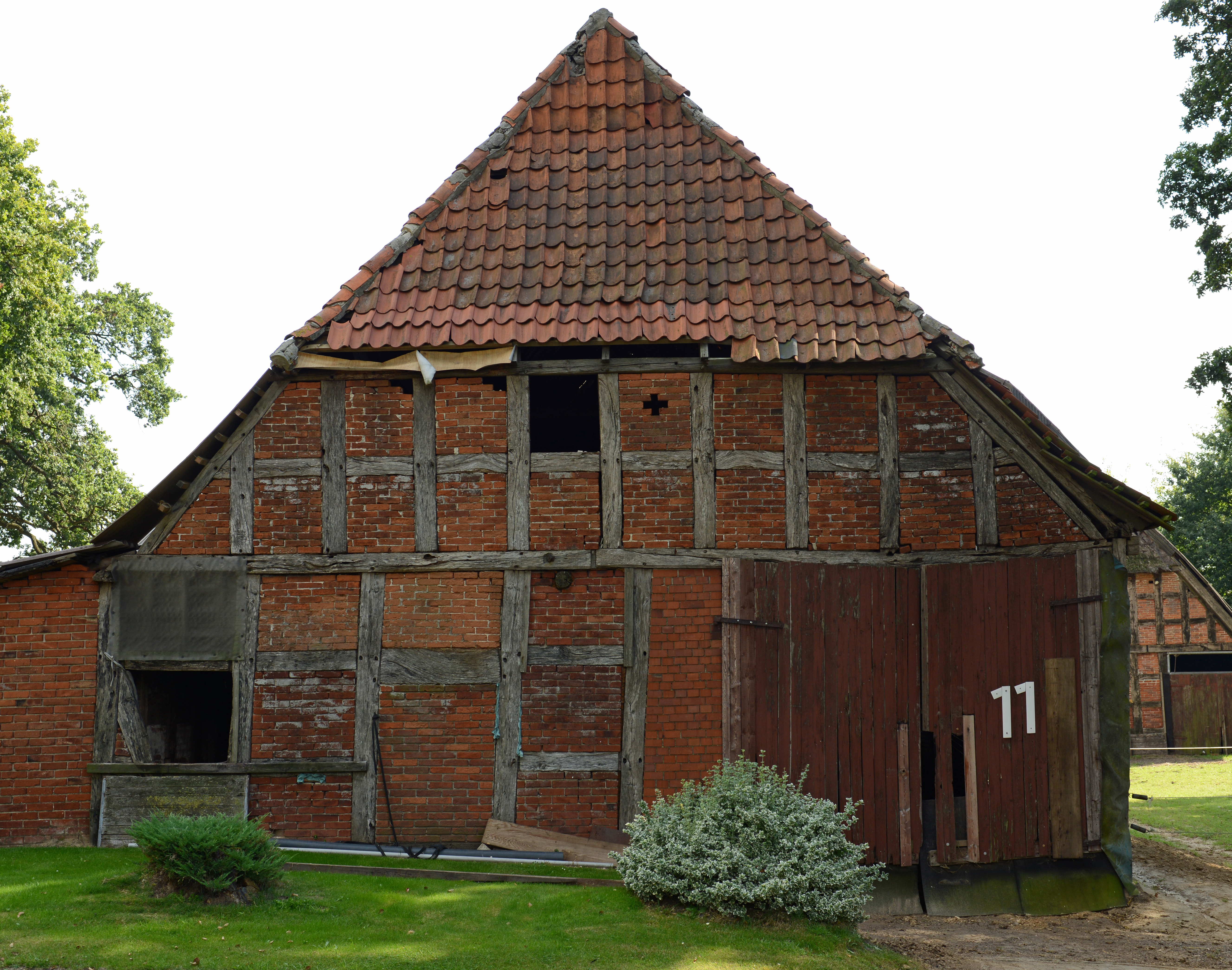
Speicher
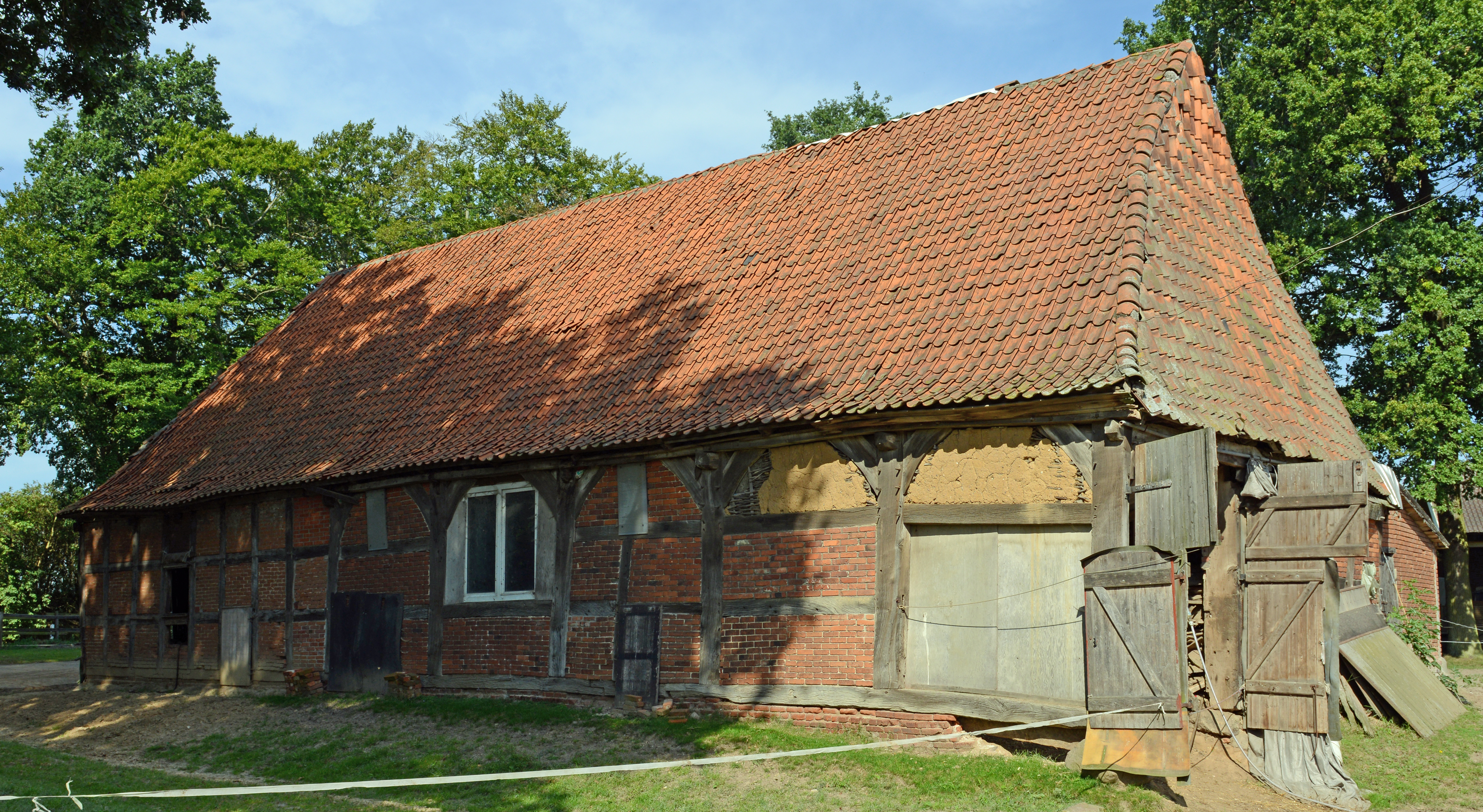
Scheune